# Hiroto Yamamura
Hiroto Yamamura (Shizuoka, 12 juli 1974) is een voormalig Japans voetballer.

## Carrière
Hiroto Yamamura speelde tussen 1993 en 1996 voor Gamba Osaka.

## Statistieken
| Japan   | Japan       | Japan       | League | League | Emperor's Cup | Emperor's Cup | J-League Cup | J-League Cup | Totaal | Totaal |
| Seizoen | Club        | League      | Wed.   | Goals  | Wed.          | Goals         | Wed.         | Goals        | Wed.   | Goals  |
| ------- | ----------- | ----------- | ------ | ------ | ------------- | ------------- | ------------ | ------------ | ------ | ------ |
| 1993    | Gamba Osaka | J. League 1 | 0      | 0      |               |               | 0            | 0            | 0      | 0      |
| 1994    | Gamba Osaka | J. League 1 | 8      | 2      | 1             | 0             | 0            | 0            | 9      | 2      |
| 1995    | Gamba Osaka | J. League 1 | 10     | 1      | 2             | 0             | -            | -            | 12     | 1      |
| 1996    | Gamba Osaka | J. League 1 | 0      | 0      |               |               | 0            | 0            | 0      | 0      |
| Totaal  | Totaal      | Totaal      | 18     | 3      | 3             | 0             | 0            | 0            | 21     | 3      |